# Erythrura tricolor
Erythrura tricolor là một loài chim trong họ Estrildidae.